# ALA-VP-2/10
ALA-VP-2/10 è il fossile di una mascella inferiore destra, cui restato pochi denti, datato tra 5.77 - 5.54 milioni di anni fa, scoperta tra il 1997 e il 2000 da un team di ricercatori condotto da Yohannes Haile-Selassie nel Middle Awash in Etiopia.
Il frammento è l'olotipo della specie Ardipithecus kadabba.

## Caratteristiche
Sulla base dell'analisi di un molare della mascella (molare M3) si ipotizza che l'esemplare si cibasse di radici e che pesasse meno di 30 kg.